# Овсянников Дмитро Микитович
Дмитро́ Мики́тович Овся́нников (29 грудня 1923 — 13 червня 1998) — радянський військовий льотчик, Герой Радянського Союзу (1945). Генерал-майор авіації.

## Біографія
Народився 29 грудня 1923 року в селі Нижня Любовша (Орловська область РФ) у селянській родині. Росіянин. У 1940 році закінчив вечірній Балашихинський механічний технікум Московської області. Одночасно працював токарем на заводі в Москві. Навчався в Московському аероклубі.
У Червоній Армії з жовтня 1941 року. У 1942 році закінчив Качинську військову авіаційну школу пілотів. На фронтах німецько-радянської війни з серпня 1943 року.
Командир ланки 74-го гвардійського штурмового авіаційного полку (1-й гвардійський штурмовий авіаційний корпус, 1-а повітряна армія, 3-й Білоруський фронт) комсомолець гвардії лейтенант Овсянников до лютого 1945 року здійснив 113 бойових вильотів, знищив 11 танків, 60 автомашин, а також багато живої сили противника, збив 2 літаки.
19 квітня 1945 року Овсянникову Дмитру Микитовичу присвоєно звання Героя Радянського Союзу.
Після війни Д. М. Овсянников продовжував службу у ВПС СРСР. У 1955 році закінчив Військово-повітряну академію. Багато років прослужив на відповідальних посадах в Головному штабі ВПС.
З грудня 1979 генерал-майор авіації Д. М. Овсянников у запасі. Жив у Москві. Помер 13 липня 1998 року. Похований в Москві на Троєкурівському кладовищі.

## Нагороди
Нагороджений також орденами:
- Леніна
- двома Червоного Прапора
- Богдана Хмельницького 3-го ступеня
- Олександра Невського
- двома Вітчизняної війни 1-го ступеня
- Вітчизняної війни 2-го ступеня
- Червоної Зірки
- «За службу Батьківщині у Збройних Силах СРСР» 3-го ступеня
- медалями